# Luigi Zuccheri
Pour les articles homonymes, voir Zuccheri.
Luigi Zuccheri (Gemona del Friuli, 13 mars 1904 – Venise 9 mars 1974) est un peintre et illustrateur italien. 
Peintre fortement lié aux sujets de la nature, et qui s'est consacré à perpétuer les techniques des maîtres anciens, il s'est affirmé sur le plan national italien avec un style baroque d'inspiration métaphysique, représentant principalement des paysages et des animaux de sa région.

## Biographie

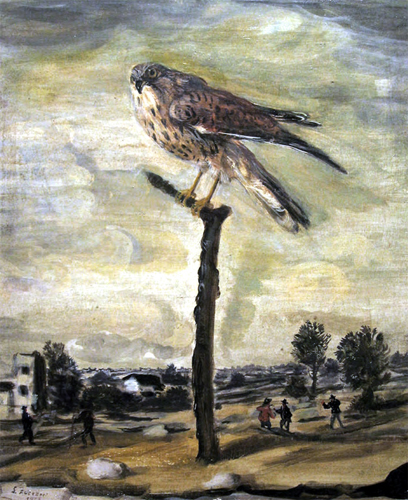
Falchetto su ramo e piccoli uomini.

Il passe son enfance et adolescence à San Vito al Tagliamento, et fréquente le lycée à Udine puis poursuit des études littéraires à Venise qu'il interrompt en 1923 pour se consacrer à la peinture. Jusqu'en 1928 il étudie le dessin et la peinture avec Alessandro Milesi et Umberto Martina, et séjourne à Venise et Florence. Durant ces années il peint des paysages, quelques marines, des grands sujets de la vie à la campagne et des scènes de la vie paysanne, des animaux solitaires.
En 1929 il se rend à Paris. Il y étudie pendant un an et s'intéresse au mouvement surréaliste. Trois ans plus tard il épouse Jolanda Ca' Zorzi, sœur de Giacomo Noventa, avec laquelle il aura trois enfants, et il déménage à San Vito al Tagliamento. Il continue de peindre des paysages, des animaux, des sujets paysans et de nombreux nus féminins au bain. Son activité est intense jusqu'en 1945 : il peint ses toiles Santini, et Arcimboldi, les natures mortes avec des masques, et peu à peu la figure humaine disparait de ses œuvres.
Il fait ses premières expositions. La figure humaine, qui avait disparu de sa peinture durant les années de la Guerre, réapparait mais dans un rapport d'infériorité par rapport aux animaux et à la nature; elle se fait minuscule avec ses outils et ses habitations.
En 1949 il rencontre à Florence Giorgio De Chirico et devient son ami ; il partagera avec lui ses secrets sur le "piturar a tempera". Après 1950 il fait deux importantes expositions personnelles à la Galleria del Naviglio de Milan et à la Galerie Allard de Paris, mais surtout il participe à la XXVe Biennale de Venise,.
Les années 1949 à 1959 sont également intenses: il voyage, fait des expositions en Italie et à l'étranger, et lie de nouvelles amitiés. En plus du dessin et de la peinture il fait des modèles en cire de ses animaux et ses autres sujets, dont plusieurs seront coulés en bronze. En 1959 il publie son ouvrage Il Bestiario di Zuccheri pour la maison De Luca Editore, avec huit planches en couleur et dix en noir et blanc et un texte d'Alfredo Mezio. Jusqu'en 1974 il travaille à Venise, à Abano, à Noventa di Piave, et à San Vito, il fait connaissance de nouveaux amis (De Chirico, Giacomo Noventa, Mario Soldati, Carlo Levi), et publie pour la maison All'insegna del Pesce d'Oro, son ouvrage Del piturar a tempera, puis publie avec Amedeo Giacomini un petit traité intitulé L'Arte dell'andar per uccelli con vischio, illustré par lui-même.
Il décède à Venise le 9 mars 1974.

### Essais
- (it) Luigi Zuccheri, Del piturar a tempera: sei ricette - All' Insegna del Pesce d'Oro Editore, 1966

### Peinture et illustrations
- (it) Luigi Zuccheri, Garibaldo Marussi, Zuccheri - Edizioni del Cavallino, 1952
- (it) Schaub-Koch, Emile, Luigi Zuccheri: Pittore Animalista - (s.n.), 1956
- (it) Luigi Zuccheri, Alfredo Mezio, Il bestiario di Zuccheri - De Luca Editore, 1959
- (it) Luigi Zuccheri, Alfredo Mezio, Luigi Zuccheri - All' Insegna del Pesce d'Oro Editore, 1963
- (it) Amedeo Giacomini, Luigi Zuccheri, L'Arte dell'andar per uccelli con vischio: Trattatello. Disegni di Luigi Zuccheri - All' Insegna del Pesce d'Oro Editore, 1969
- (it) Luigi Zuccheri, Ippolito Nievo, Il Friuli / Luigi Zuccheri ; sei litografie originali con un testo inedito di Ippolito Nievo - Edizioni Vanni Scheiwiller, 1974
- (it) Giacomo Noventa, Arrivando a Venezia... / Giacomo Noventa (disegni di Luigi Zuccheri) - Circolo Nautico Generali, 1993
- (it) Luigi Zuccheri, Paolo Rizzi, Sette lettere di Santa Caterina - Stocchiero, 2000
- (it) Gianfranco Contini, Franco Buzzi, Vanni Scheiwiller, Il Cantico di frate Sole, illustrato con 9 pergamene di Luigi Zuccheri - Marietti Editore, 2004

### Monographies
- (it) Giancarlo Pauletto (a cura di), Elio Bartolini, Luigi Zuccheri (1904 - 1974) - Ed. Grafiche Lema, 1982
- (it) Gloria Vallese, Zuccheri - G. Mondadori & associati, 1990
- (it) Fabrizio Dentice, Luigi Zuccheri (1904-1974): opere su carta, Jannone, 1992
- (it) De Chirico, Luigi Zuccheri: Vita silente, Colussa, 1993
- (it) Maurizio Fagiolo dell'Arco et Licio Damiani, Luigi Zuccheri - Opere dal 1946 al 1970 - Fondazione Bandera per l'Arte, 2003
- (it) Licio Damiani, Daniele Tarozzi (a cura di), Luigi Zuccheri -Un Mondo Migliore - Provincia di Pordenone, 2010

## Vidéos
- Luigi Zuccheri - Il Pittore dell'Arca di Noè, Istituto Luce, 1954
- Luigi Zuccheri - Il Pittore Della Naturalezza di Alberto Castellani - Generali Group / Carnica Assicurazioni, 1991